# Zilling
Zilling é uma comuna francesa na região administrativa de Grande Leste, no departamento de Mosela. Estende-se por uma área de 3,58 km². Em 2010 a comuna tinha 274 habitantes (densidade: 76,5 hab./km²).